# 東鮮暖流

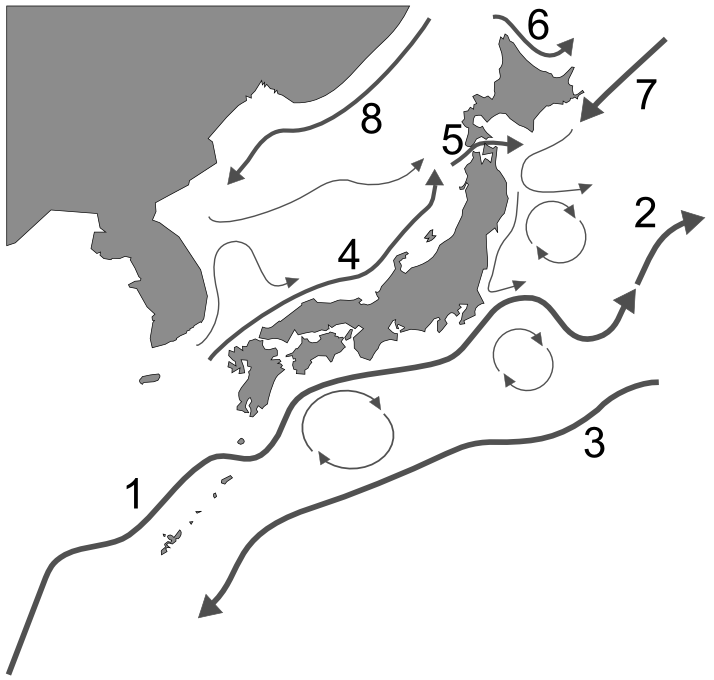
対馬海流(4)から∩形に分離しているのが東鮮暖流、その北を東進するのが北鮮寒流。

東鮮暖流（とうせんだんりゅう、英：East Korea Warm Current）は対馬海流の続流が韓国東岸に沿って北上し、鬱陵島の北方で向きを変え、北鮮海流とのあいだに塩境を作りつつ、北緯39～40°付近を東進する海流。対馬暖流第3分岐ともいう。鬱陵島付近では流速1ノットに達することがある。